# پونتیفکس
پونتیفکس (انگلیسی: Pontiff) در دوران روم باستان، عضوی از برجسته‌ترین کاهنان، در دین در روم باستان بود. اصطلاح «پاپ» بعداً به هر کشیش اعظم یا رئیسی و در کاربرد کلیسای کاتولیک به اسقف‌ها، به‌ویژه پاپ، که به عنوان «پاپ رومی» یا «پاپ عالی» نیز شناخته می‌شود، اطلاق شد.

## رم باستان
در روم باستان چهار کالج (روم باستان)، ارشد کاهنان وجود داشت که برجسته‌ترین آنها کالج پونتیفکس (کالج پاپ) بود. بقیه کسانی بودند که از کالج آگور، کالج ساخت پانزده مرد مقدس، و کالج اپولون‌ها بودند. یک فرد می‌تواندست عضو بیش از یکی از این گروه‌ها باشد. از جمله پونتیفکس ماکسیموس [کاهن اعظم روم)، که رئیس کالج بود، در ابتدا سه یا پنج  پاپ وجود داشت، اما تعداد آنها در طول قرن‌ها افزایش یافت و سرانجام در زمان ژولیوس سزار به ۱۶ رسید. در قرن سوم قبل از میلاد، پونتیفکس‌ها (مشابه پاپ مسیحیت در روم باستان) کنترل نظام مذهبی دولتی را به دست گرفتند.

## ادیان دیگر
این کلمه در انگلیسی نیز برای خلیفه‌ها (اسلام) و سوامیها و فرقه جاگادگوروها (هندوئیسم) به کار رفته‌است.